# Mandinka (sång)
Mandinka är en låt av Sinéad O'Connor, utgiven som singel den 1 december 1987 och utgör den andra singeln från debutalbumet The Lion and the Cobra. Låten blev en hit och erövrade bland annat sjätte plats på Irish Singles Chart.